# Fototeca Nacional (México)
La Fototeca Nacional es una fototeca dependiente del Instituto Nacional de Antropología e Historia, ubicada en la ciudad de Pachuca de Soto, estado de Hidalgo, (México). Constituye el acervo fotográfico más importante del país, resguarda alrededor de 900 000 piezas fotográficas provenientes de diversas adquisiciones y donaciones distribuidas en 46 colecciones; y representan el trabajo de más de mil autores y cubren un arco temporal que abarca desde 1847 hasta la fecha.

## Historia
El Archivo Casasola se encontraba esparcido en diferentes domicilios, y fue rescatado en 1976 por del Gobierno de México; la colección se entregó en resguardo al Instituto Nacional de Antropología e Historia (INAH), instalándolo en el Templo y exconvento de San Francisco, en Pachuca de Soto el 20 de noviembre de 1976.
A las imágenes del Archivo Casasola se suman otras colecciones, provenientes de algunas dependencias del INAH; motivo por el cual en 1978, se le asigna el nombre de Archivo Histórico Fotográfico (AHF); en 1982 cambia otra vez de nombre a Fototeca del INAH. Se decide crear un museo para exhibir las colecciones, y el 1 de noviembre de 1984 se funda el Museo Nacional de la Fotografía.
En 1993 se da inicio el proyecto de digitalización del acervo, así como la creación de un sistema de consulta automatizado con dos módulos, uno en Ciudad de México y el otro en Pachuca de Soto, mismos que sentaron las bases para el catálogo electrónico. Creándose el Sistema Nacional de Fototecas (SINAFO) con el objetivo de normar y coordinar la conservación, catalogación, digitalización y reproducción de los archivos fotográficos bajo custodia del INAH. A partir de 1997 que se denomina de forma oficial Fototeca Nacional.
A finales de 2011 e inicios de 2012 casi la totalidad de su acervo, estuvo disponible en línea para su consulta. En 2015 Rafael Tovar y de Teresa, titular del Consejo Nacional para la Cultura y las Artes (Conaculta), y José Francisco Olvera Ruiz, gobernador de Hidalgo, firmaron un convenio marco de colaboración, para la creación de la nueva sede para la Fototeca Nacional en los terrenos de la Ciudad del Conocimiento y de la Cultura.
El 30 de marzo de 2016 la donación realizada por el Gobierno del estado de Hidalgo quedó asentada en un decreto firmado por el gobernador José Francisco Olvera Ruiz. Se espera que la nueva cede cuente con áreas para el almacenamiento, espacios específicos para conservación, restauración, catalogación, laboratorio fotográfico, informática, digitalización, difusión, enlace y exposiciones; Centro de Documentación, Biblioteca, Centro de Investigación Digital, librería y cafetería-comedor; áreas de exhibición, como es la Sala para Exposiciones Temporales, Museo de la Fotografía, así como de Museografía, Auditorio y Área de Comunicación Educativa.

## Áreas
El proceso de trabajo que se lleva a cabo en la Fototeca Nacional se distribuye en las siguientes áreas:
- Archivo. Es el espacio físico donde se resguardan las piezas fotográficas.[11] Cada pieza tiene un número de inventario y una ficha técnica.[12] Estas se encuentran protegidas en guardas de papel de algodón de naturaleza neutra, bajo estrictos controles de calidad de aire, temperatura y humedad.[11] Ocho bóvedas resguardan el total del material que se encuentra a una temperatura de 18 °C y una humedad relativa de 58 por ciento.[12]

- Conservación. Se asigna un número de inventario progresivo, con el cual se identifica la pieza en cada uno de los diferentes procesos de trabajo.[11] En el área se efectúa cotidianamente la limpieza, asignación de clave técnica, identificación y determinación de deterioros en las imágenes, así como el rescate, mediante procesos técnicos específicos de las piezas que presenten daños.[11]

- Catalogación. Se clasifica cada una de las fotografías con el fin de asignar título, serie, temas; se identifican acontecimientos, lugares, personajes y fechas en que se registró todo aquello, para acceder a las imágenes a través de cada uno de estos rubros.[11] Se registran 70 imágenes por día, las fotografías se catalogan por épocas y estas, a su vez, se dividen en series.[12] A la ficha se le agregan las anotaciones que puedan estar anexas a las fotos.[12]

- Informática. Procesa la información obtenida en el departamento de catalogación, digitaliza las imágenes e implementa diferentes proyectos de organización de bases de datos para facilitar la consulta y difusión de los acervos.[11] Existen dos terminales de consulta: una en la Fototeca en Pachuca y otra en Liverpool 123, en la Ciudad de México.[12] Cada imagen tiene una calidad de 420 dpi, a las imágenes escaneadas no se les hace ningún tipo de arreglo.[12]

- Fotografía. Elabora las copias fotográficas solicitadas para evitar que se manipulen los originales en los procesos de investigación, consulta o en las peticiones que usuarios, y que se hacen para la edición de libros tanto en México como en el extranjero.[12] El área cuenta con cinco laboratorios, dos de los cuales se dedican a la reproducción de negativos, donde se pueden hacer copias desde cinco por siete pulgadas hasta fotomurales.[12] El proceso no altera en ningún momento la fotografía, sin embargo sí agrega o quita luz en las reproducciones para mejorar la presentación.[12] Las reproducciones están sujetas al cobro de derechos establecidos por la Secretaría de Hacienda y Crédito Público.[12]

- Investigación. Indaga sobre diversos aspectos de las colecciones con la finalidad de tener una mayor comprensión de los acervos, acercarse a los significados de la imagen.[11]

- Difusión y Museografía. Se encarga de promover la educación visual en un público amplio a través de exposiciones y talleres dirigidos a la comunidad estudiantil y público en general; las actividades que se llevan a cabo en el Museo de la Fotografía y la Sala Nacho López.[11]

## Acervo
La Fototeca Nacional cuenta con 46 colecciones, el material ingresa al acervo por dos vías: la adquisición o la donación. Al año ingresan aproximadamente 100 fotografías, en calidad de donaciones principalmente.
| Colección                                   | Contenido | Descripción |
| ------------------------------------------- | --- | --- |
| 1. Colección Aurelio Escobar                | 739 positivos y 464 negativos de diversos formatos y técnicas, 9 cámaras fotográficas y 168 elementos de equipo fotográfico, libros, revistas de fotografía y postales. | Donada en 2014, por María Josefina Escobar Vélez y Arturo Guevara Escobar, hija y nieto respectivamente, de uno de los autores. Cubre un arco temporal de 1906 a 1964, tanto de vida cotidiana, como retrato de estudio, Revolución Mexicana, fotografía panorámica de grupo, algunas muestras de fotografía publicitaria, entre otros temas retratados por el fotógrafo Aurelio Escobar. De la misma manera, esta documentad la visita del presidente Harry S. Truman a México en 1947. |
| 2. Colección Archivo Casasola               | 484 004 piezas (411 913 negativos y 72 091 positivos). | La adquisición del tuvo lugar en el 23 de marzo de 1976, mediante un contrato suscrito por el director general del INAH, Guillermo Bonfil Batalla, y Agustín Casasola Zapata, hijo de Agustín Víctor Casasola, fundador del Archivo. El gobernador del estado de Hidalgo, Jorge Rojo Lugo, donó el anexo del exconvento de San Francisco, en Pachuca, para que sirviera como sede del acervo. La colección Casasola abarca de fines del siglo XIX a 1972. Producto de Agustín Víctor Casasola Velasco (1874-1938), el archivo se enriqueció con el trabajo de su hermano Miguel (1878-1959); de sus seis hijos: Gustavo (1900-1982), Agustín (1904-1980), Ismael (1902-1964) y Mario (1923-1988) como fotógrafos, y Dolores (1907-2001) y Piedad (1909-1953) en el laboratorio, en el archivo y atendiendo a la clientela; y con el de sus nietos, en especial Ismael (1923-1970) y Juan (1937-1984) Casasola Tezcuano, y Mario (1929) y Agustín (1930-1995) Casasola López. También con la contratación de fotógrafos externos y la adquisición o reproducción de imágenes de otros, a quienes con frecuencia no se otorgaba el crédito, práctica usual en ese entonces, el Archivo contiene obra de casi 500 autores, entre ellos Jesús Hermenegildo Abitia Garcés, Hugo Brehme, Antonio Garduño, Heliodoro Juan Gutiérrez, los Hermanos Mayo, Eduardo Melhado, Genaro Olivares, Sabino Osuna, Manuel Ramos, Amado Salmerón, Samuel Tinoco y Ezequiel Tostado; así como de las firmas cif y México Fotográfico. |
| 3. Colección Arnulfo Viveros                | 71 piezas (64 negativos y 7 positivos). | De la década de 1930, contiene material del fotógrafo Arnulfo Viveros, quien trabajó en el estado de Morelos, principalmente en Cuernavaca y alrededores. No se tiene noticia de su fecha de ingreso a la Fototeca Nacional ni de su procedencia. |
| 4. Colección Bonifacio Maraveles            | 8477 negativos. | Ingresó a la Fototeca Nacional el 17 de diciembre de 2002, por la donación de Carlos Miranda Arias, a quien el autor legó sus materiales. Se cree que Bonifacio Maraveles fue fotógrafo personal de Ramón Aguirre Velázquez, jefe del Departamento del Distrito Federal entre 1982 y 1988, no ha sido posible obtener más datos sobre el autor. Las fotografías abarcan de 1950 y 1962, Maraveles se especializó en el registro de empresa, fábricas y comercios. |
| 5. Colección C. B. Waite / W. Scott         | 8389 piezas (2,653 negativos y 5,736 positivos). | La colección abarca de 1895 a 1914, se constituyó a partir de varias colecciones, con la finalidad de reunir la obra de dos autores estadounidenses, Charles Betts Waite y Winfield Scott quienes realizaron en México su trabajo más conocido. Ofrecen una visión costumbrista del paisaje, los monumentos y los personajes de México, siguiendo las rutas ferroviarias, o atendiendo el llamado de inversionistas y editores. Sus imágenes fueron pensadas para el público extranjero, muchas de ellas incluyan una inscripción en inglés. |
| 6. Colección Chapultepec                    | 281 piezas (212 negativos y 69 positivos). | Abarca de fines del siglo XIX a las primeras décadas del siglo XX. Entre las temáticas figuran retratos de personajes ilustres de la aristocracia europea, imágenes de colaboradores, instalaciones museográficas y piezas tanto del antiguo Museo Nacional como del Museo Nacional de Historia. |
| 7. Colección Cruces y Campa                 | 1435 positivos. | Esta colección fue creada en 1993, a raíz de una investigación realizada por la historiadora Patricia Massé en torno a la obra de estos autores, abarca de 1862 a inicios del siglo XX. Antíoco Cruces y Luis Campa fundaron una de las firmas más famosas entre el gremio de profesionales establecido en la década de 1860, cuando surgió un novedoso formato para el retrato: la tarjeta de visita, que propició la reducción de costos y una amplia circulación. |
| 8. Colección Eduardo Oropeza                | 155 piezas (5 negativos y 150 positivos). | Esta colección se encontraban con Eduardo Oropeza, e ingresaron a la Fototeca Nacional en 1997. Las imágenes tomadas durante los años 1910 son obra de un fotógrafo aficionado que captó con cámara estereoscópica escenas de días de campo, jaripeos y vistas de una casa campirana con sus jardines, así como retratos de familias campesinas. También contiene series rotuladas sobre Chapultepec e Iglesias de la Ciudad de México, además de vistas, puentes y estaciones de ferrocarril, especialmente de la zona de Xalapa, Veracruz. |
| 9. Colección Estado de Hidalgo              | 2653 piezas (1187 negativos y 1446 positivos). | Esta colección fue creada en la década de 1980 con la intención de facilitar a los usuarios la consulta de materiales relacionados con el Estado de Hidalgo, sede de la Fototeca Nacional. Entre las temáticas se encuentran referencias al comercio, las vías de comunicación, la industria, la arquitectura y el paisaje, así como personajes, eventos, fiestas populares y escenas de la vida cotidiana tomadas entre fines del siglo XIX y mediados del siglo XX. |
| 10. Colección Estados de la República       | 1131 positivos. | En la década de 1980 fue integrada esta colección provenientes de diversos acervos, que abarcan de 1920 a 1980. |
| 11. Colección Étnico                        | 2858 piezas (932 negativos y 1926 positivos). | Procedente de la Fototeca de la Dirección de Monumentos Coloniales del INAH con sede en el exconvento de Culhuacán, se incorporó a la Fototeca Nacional, en 1978, un conjunto de imágenes antropológicas y etnográficas que abarcan de mediados del siglo XIX a mediados del siglo XX. |
| 12. Colección Expedición Cempoala           | 807 piezas (124 negativos y 683 positivos). | Conocida también como Colección Teoberto Maler, este conjunto de imágenes procede de la expedición a Cempoala, entre agosto de 1890 y abril de 1891, dirigida por Francisco del Paso y Troncoso, el autor fue Rafal García, conocido aficionado a la fotografía. |
| 13. Colección Fam. Álvarez Bravo y Urbajtel | 242 negativos. | El 31 de agosto de 2004 se recibieron negativos en cristal originales de Guillermo Kahlo, que pertenecieron a Manuel Álvarez Bravo (1902-2002). A lo largo de su vida, Manuel integró diversas colecciones fotográficas, la colección de Kahlo, que abarca de 1901 a 1934, complementa el acervo relativo a este autor, relacionado con el proyecto porfiriano de registrar los bienes de propiedad federal. La colección también cuenta con temáticas aparentemente poco habituales en este fotógrafo, como los retratos, y escenas de comitivas o paseantes. |
| 14. Colección Felipe Teixidor               | 13 532 piezas (410 negativos y 13 122 positivos). | En enero de 1979 ingresó a la Fototeca el acervo de Felipe Teixidor. En este caso operaron los criterios de accesibilidad a los materiales, por lo que se modificó sustancialmente el orden original, incorporándose imágenes de otros fondos, y piezas de este acervo fueron trasladadas a otras colecciones. En los últimos años se ha trabajado para recuperar su integridad que abarca de mediados del siglo XIX a cerca de 1970. La colección destaca por su amplia variedad, y al uso que dio a las imágenes para documentar e ilustrar publicaciones, su legado resulta en un muestrario de los principales fotógrafos que trabajaron en México y de los distintos procesos fotográficos. |
| 15. Colección Fotografía estereoscópica     | 665 piezas (611 negativos y 54 positivos). | Esta fue creado para reunir y facilitar la consulta y estudio de las fotografías estereoscópicas dispersas en varias colecciones de la Fototeca. |
| 16. Colección Guillermo Kahlo               | 4290 piezas (1390 negativos y 2900 positivos). | Del fotógrafo Guillermo Kahlo provenientes de la Fototeca de Culhuacán. Una parte de ellas probablemente perteneció a la Dirección General del Patrimonio Nacional, y la otra fue entregada al Museo Nacional en 1909. Con estilo realista y monumental, y una técnica depurada, el fotógrafo registró exhaustivamente la capital y sus alrededores, y recorrió al menos decenas de ciudades y pueblos de los estados de México, Guanajuato, Hidalgo, Jalisco, Oaxaca, Puebla, Querétaro, San Luis Potosí y Tlaxcala. |
| 17. Colección Gustavo Díaz Ordaz            | 7067 piezas (6878 negativos y 189 positivos). | El 22 de mayo de 1980, Silvia García de alba de Rojo Lugo, esposa de Jorge Rojo Lugo, gobernador del estado de Hidalgo, hizo entrega de este material a la Fototeca Nacional. Seguramente su origen es la oficina de prensa de la Presidencia de la República. Los materiales registran la cobertura fotoperiodística de las actividades presidenciales, incluyendo inauguraciones, giras nacionales e internacionales, visitas oficiales, reuniones con confederaciones y sindicatos, etcétera. |
| 18. Colección Hugo Brehme                   | 2124 piezas (1846 negativos y 278 positivos). | Un año después de la adquisición del Archivo Casasola, Juan Manuel Casasola Tezcucano donó a la Fototeca Nacional un grupo de imágenes de Hugo Brehme a cambio de 250 copias de dicho fondo, las cuales deseaba utilizar con fines comerciales y de divulgación. Posteriormente, se incorporaron a ese conjunto fotografía de Brehme provenientes de otras colecciones como Teixidor y Culhuacán. La colección resguarda desde paisajes rurales y escenas de las grandes urbes, pasando por edificios coloniales, pirámides y templos prehispánicos, hasta modernas construcciones industriales, atribuibles a su hijo Arno, que abarcan el periodo que va de 1910 a 1940. |
| 19. Colección Imágenes de Cámara            | 95 piezas (27 daguerrotipos, 44 ambrotipos, 20 ferrotipos y cuatro variantes del proceso al colodión).                                                                  | Bajo este rubro se agrupan tres técnicas utilizadas en el siglo XIX para producir una imagen positiva directa y única: daguerrotipo, ambrotipo y ferrotipo, así como algunas variantes del proceso al colodión, como el melanotipo. Por motivos de conservación, la mayoría de las imágenes de cámara dispersas en otras colecciones, principalmente Chapultepec y Felipe Teixidor, fueron concentradas en esta colección. |
| 20. Colección Incremento Acervo             | 21 576 piezas. | Reúne pequeñas colecciones que, por donación o adquisición, han llegado a la Fototeca Nacional. Presenta un conjunto heterogéneo de géneros, técnicas, autores, temáticas y épocas que abarca desde fines del siglo XIX hasta alrededor del año 1950. Entre las donaciones hay materiales que formaban parte de acervos familiares. También se conserva obra de fotógrafos como Armando Salas Portugal, Rodrigo Moya y Gerardo Suter entre otros, además se ha recibido obra de autores extranjeros como Sebastião Salgado, Paolo Gasparini y Juan Manuel Castro Prieto. |
| 21. Colección Jorge Guerra                  | 344 positivos. | El arquitecto Jorge Guerra donó a la Fototeca Nacional, el 27 de octubre de 1977, este acervo, que data de las primeras décadas del siglo XX. En este acervo se aprecia un especial interés por las imágenes de la Revolución Mexicana, ya que incluye una colección de fotografías en formato postal del levantamiento maderista en Ciudad Juárez y en el norte del país, así como del gobierno de Francisco I. Madero, firmadas por Heliodoro Juan Gutiérrez, Charles Burlingame, C.C. Harris, E. H. y La Rochester. También se encuentran interesantes imágenes de la Decena Trágica, obra de Eduardo Melhado y Ponciano Flores Pérez; el seguimiento fotográfico de la trayectoria del general Álvaro Obregón por Jesús Hermenegildo Abitia Garcés; una serie de tipos populares de Winfield Scott, editada por la Sonora News Company, y vistas de una hacienda cafetalera, tomadas por Charles B. Waite. |
| 22. Colección Jorge. R. Acosta              | 5849 piezas (2708 negativos y 3141 positivos), y también incluye algunas películas, así como manuscritos.                                                               | Jorge Ruffier Acosta, realizó exploraciones arqueológicas, como resultado de sus investigaciones, Acosta formó un importante registro fotográfico que él mismo integró en álbumes. No es posible determinar cuáles imágenes son obra suya, ni el nombre de los autores que realizaron tomas de su labor arqueológica. La colección, bajo resguardo de la Fototeca Nacional desde 1979, tiene diferentes procedencias y aunque no abarca todos sus trabajos, cubre las temporadas de campo realizadas por Acosta en Monte Albán, Monte Negro, la Mixteca, Tula, Chichén Itzá, Palenque, Teotihuacán, Zaachila y El Tajín. |
| 23. Colección José Antonio Bustamante       | 18 865 piezas (16 043 negativos y 2822 positivos). | El fotógrafo José Antonio Bustamante Martínez cedió a la Unidad de Publicaciones Educativas de la Secretaria de Educación Pública los derechos de uso de su material para la edición del libro El Gran Lente (1992), de Alfonso Morales. Posteriormente fueron donadas al INAH, y se integraron a la Fototeca Nacional. Este conjunto de imágenes que abarca de 1920 a 1970, resaltando las fotos de las ruinas resultantes del Terremoto de México de 1985. |
| 24. Colección Juan Antonio Azurmendi        | 372 piezas (265 negativos y 107 positivos). | Esta colección fotográfica perteneció a Juan Antonio Azurmendi, tomadas alrededor de 1890 y 1905. Ingresó a la Fototeca Nacional en abril de 1981, gracias a la familia Horcasitas Azurmendi. En ella aparecen los retratos de él, de su esposa Dolores de Teresa y de sus dos hijas; los bienes y propiedades familiares, como la fábrica textil La Colmena; además de vistas de los alrededores de la Villa Nicolás Romero, en Tlanepantla, donde se ubicaba la fábrica; y sus paseos en las inmediaciones de la Ciudad de México como de sus vacaciones en Europa. |
| 25. Colección Luis Castillo Ledón           | 541 impresiones fotográficas estereoscópicas y otras de formato 4x5 pulgadas.                                                                                           | Se incorporó en el 2008, son imágenes captadas por el fotógrafo Gustavo F. Solís, a solicitud del periodista, historiador y político Luis Castillo Ledón. Ambos recorrieron el itinerario de Miguel Hidalgo y Costilla, durante la Independencia de México. Dichas fotografías fueron parte de un proyecto encomendado para conmemorar el Centenario de la Independencia de México. Las piezas fotográficas fueron donadas directamente por Beatriz Castillo Ledón de González -hija de Luis Castillo León- a la Fototeca Nacional. |
| 26. Colección Marcos Rocha                  | 123 piezas (30 negativos y 85 positivos). | Se desconoce el origen de esta colecció, que se incorporó a la Fototeca Nacional en la década de 1980. Todo parece indicar que se trata de la obra de un aficionado que utilizó una cámara estereoscópica, la colección contiene una serie de vistas a Guadalajara y Monterrey; diversos parajes. También pueden encontrarse retratos y escenas de la vida cotidiana de fines del siglo XIX y principios del xx. |
| 27. Colección Margarita Scott               | 518 piezas. | En agosto de 2005, Irene Scott, nieta del fotógrafo estadounidense Winfield Scott, donó las piezas de este autor, a nombre de su madre, Margarita Scott, quien aparece en algunas tomas. Esta colección completa la labor desarrollada en México por el fotógrafo, sobre todo en Chapala, donde se asentó durante algunos años de la primera década del siglo XX. Así también se incluyen algunas imágenes de California en la década siguiente. |
| 28. Colección Nacho López                   | 35 654 piezas (32 239 negativos y 3415 impresiones). | En 1986 el Consejo Nacional de Fomento Educativo (conafe) compró el acervo de Nacho López, que va de 1940 a 1980 y, a petición expresa del autor, inmediatamente lo entregó al INAH para su resguardo, investigación y difusión. |
| 29. Colección Observatorio de Tacubaya      | 2143 negativos. | El 9 de diciembre de 1980 se incorporó a la Fototeca Nacional una colección de la Filmoteca de la Universidad Nacional Autónoma de México (UNAM), conformada con materiales que habían pertenecido al Observatorio de Tacubaya. Un gran número de fotografías de este fondo están dedicadas al estudio del Sol, los eclipses solares y lunares, la caída del cometa Halley en su aparición de 1910 y el tránsito de Mercurio el 14 de noviembre de 1907; también se encontraron fotografías espectroscópicas de las estrellas más importantes de algunas constelaciones, realizadas entre 1912 y 1947, y tomas de instrumentos como espectrómetros, magnetómetros, teodolitos, telescopios altazimutales y zenitales. |
| 29. Colección Otto Dahl                     | 32 positivos originales. | El 23 de enero de 1980, Rafael Abascal Macías, director del Centro Regional Hidalgo, hizo entrega a la Fototeca Nacional del acervo, que abarca de 1910 a 1913, con la indicación de que llevara el nombre de Otto Dahl. Es posible que la donación proviniera de Josefina Dahl, quien en ese entonces era jefa del Departamento de Museos y Exposiciones del Instituto Nacional de Antropología e Historia. La colección contiene imágenes sobre del Centenario de la Independencia de México, así como sobre la Decena Trágica. |
| 30. Colección Peter Smithers                | 3334 transparencias. | El 28 de enero de 1999, Peter Smithers donó al Gobierno de México su colección de fotografías sobre México, tomadas en la década de 1940 durante la Segunda Guerra Mundial, cuando se desempeñaba como agregado naval en México, Centroamérica y Panamá. Smithers realizó un amplio registro fotográfico de sitios arqueológicos, edificaciones religiosas coloniales y paisajes locales; empleó dos cámaras Leica y película en color Ektachrome. La donación fue gestionada por la Embajada de México en el Reino Unido a través de su embajador, Santiago Oñate Laborde, y del agregado cultural Juan Manuel Santín. |